# MTV Cribs
MTV Cribs (Cribs deutsch etwa Krippen oder ugs. „Wohnung“) ist eine Reality-TV-Show auf MTV, welche seit 2000 produziert wird. 
Bei der Sendung führen wohlhabende US-amerikanische Musiker, Schauspieler und Sportler durch ihr Haus und ihr umfangreiches Anwesen. Zum Schluss wird der private Fuhrpark vorgestellt. Die Prominenten erzählen etwas zur Auswahl der Einrichtung und den mit den Räumen verbundenen Gewohnheiten.
Bei MTV Kanada wird seit 2005 ein MTV Cribs mit kanadischen Berühmtheiten produziert.

## Deutsche Episoden
MTV Cribs wird auch auf MTV Deutschland ausgestrahlt, wobei die englische Off-Stimme durch eine deutsche ersetzt wird. Die Kommentare der Prominenten werden deutsch untertitelt. Folgende Prominente zeigten in der deutschen Ausgabe ihr Haus:
| - 50 Cent - Aaron Carter - Akon - Alien Ant Farm - Chad Kroeger - Chingy - Babyface - Fat Joe - Fieldy von Korn - G-Unit - Gene Simmons (von KISS) - Gorillaz - Hugh Hefner („Playboy Mansion“) - Ice-T - Jacoby Shaddix (von Papa Roach) | - Kelly Rowland - Leah Remini - Lil' Romeo - Ludacris - Lumidee - Macy Gray - Mariah Carey - Mark Hoppus (von blink-182) - Missy Elliott - Monica - Naomi Campbell - Nelly - The Osbournes - Rachel Hunter | - Richard Branson - Russel Simmons - Robbie Williams - Ryan Sheckler - Ryan Key (von Yellowcard) - Shannon Elizabeth - Shaquille O’Neal - Snoop Dogg - Steve-O (von Jackass) - Tony Hawk - Travis Barker (von blink-182) - Usher - Verne Troyer |